# West Township (Ohio)
West Township ist eines von 18 Townships des Columbiana Countys im US-Bundesstaat Ohio. Nach der Volkszählung im Jahr 2000 waren hier 3351 Einwohner registriert.

## Geografie
West Township liegt im äußersten Westen des Columbiana Countys im Nordosten von Ohio und grenzt im Uhrzeigersinn an die Townships: Knox Township, Butler Township, Hanover Township, East Township im Carroll County, Augusta Township (Carroll County), Brown Township (Carroll County), Paris Township im Stark County und Washington Township (Stark County).

## Verwaltung
Das Township wird durch ein Board of Trustees, bestehend aus drei gewählten Mitgliedern, verwaltet. Zwei Personen werden jeweils im Jahr nach der Präsidentschaftswahl gewählt und eine jeweils im Jahr davor. Die Amtszeit dauert in der Regel vier Jahre und beginnt jeweils am 1. Januar. Daneben gibt es noch einen Township Clerk (zuständig für Finanzen und Budget), der ebenfalls im Jahr vor der Präsidentschaftswahl auf eine vierjährige Amtszeit gewählt wird. Dessen Amtszeit beginnt jeweils am 1. April.